# Infierno Central
L'Infierno Central o Punta Alta de Pondiellos és una muntanya de 3.082 m d'altitud, amb una prominència de 569 m, que es troba al massís de Infiernos-Argualas, a la província d'Osca (Aragó).